# La Chapelle-Montbrandeix
 La Chapelle-Montbrandeix  (en occitano La Chapéla Mont Brandeu) es una población y comuna francesa, situada en la región de Lemosín, departamento de Alto Vienne, en el distrito de Rochechouart y cantón de Saint-Mathieu.

## Demografía
| 452 | 412 | 352 | 333 | 293 | 262 | 252 |
| Para los censos de 1962 a 1999 la población legal corresponde a la población sin duplicidades (Fuente: INSEE [Consultar]) |     |     |     |     |     |     |